# Yohan Bouzin
Pour les articles homonymes, voir Bouzin (homonymie).
Yohan Bouzin, né le 20 août 1974 à Boulogne-sur-Mer en France, est un footballeur français qui a évolué au poste de défenseur gauche.

## Biographie
En 1998 il commence sa carrière à l'AS Beauvais évoluant en Ligue 2 pour la saison 1998-1999 ; il a joué 33 matches. L'année suivante, il s'engage au FC Gueugnon en Ligue 2 en 2000 il remporte avec son équipe la Coupe de la Ligue victorieux contre le Paris Saint-Germain (2-0) ; lors de la saison 2000-2001, il participe à deux matches de la Coupe de l'UEFA, son parcours chez les  Bourguignons s'arrête en 2002 après avoir effectué 83 matches et marqué 2 buts. En 2002, il s'engage chez les Merlus au FC Lorient. Il a joué 32 matches de championnat pour 3 buts marqués. En 2003, il signe au Clermont Foot 63 en Ligue 2 ; il y joue 30 rencontres et marque un but. En 2004, il s'engage au club de la Somme au Amiens SC ; il effectue 24 matches.
En 2005, il retourne dans le nord de la France en jouant au Calais RUFC en CFA. L'année suivante, il retrouve un niveau supérieur par rapport à son ancien club nordiste, l'AS Yzeure, qui évolue en national lors de la saison 2006-2007. Il y joue 29 matches et marque un but, mais son club descend après une saison ratée. Il décide de jouer dans ville natale à l'US Boulogne avec l'équipe réserve. En 2011, il revient au Football Club de Gueugnon qui évoluait en DH (sixième division française de football). En 2012, il arrête sa carrière de footballeur.

## Statistiques
| Saison                | Club                  | Championnat           | Championnat | Championnat | Championnat | Coupe nationale | Coupe nationale | Coupe nationale | Coupe de la Ligue | Coupe de la Ligue | Coupe de la Ligue | Supercoupe | Supercoupe | Supercoupe | Compétition(s) continentale(s) | Compétition(s) continentale(s) | Compétition(s) continentale(s) | Compétition(s) continentale(s) | Total | Total | Total |
| Saison                | Club                  | Division              | M.          | B.          | P.d.        | M.              | B.              | P.d.            | M.                | B.                | P.d.              | M.         | B.         | P.d.       | Comp.                          | M.                             | B.                             | P.d.                           | M.    | B.    | P.d.  |
| 1996-1997             | FC Bourges            | National 1            | -           | -           | -           | 1               | 0               | 0               | -                 | -                 | -                 | -          | -          | -          | -                              | -                              | -                              | -                              | 1     | 0     | 0     |
| 1997-1998             | FC Bourges            | National              | -           | -           | -           | -               | -               | -               | -                 | -                 | -                 | -          | -          | -          | -                              | -                              | -                              | -                              | 0     | 0     | 0     |
| Sous-total            | Sous-total            | Sous-total            | 0           | 0           | 0           | 1               | 0               | 0               | 0                 | 0                 | 0                 | 0          | 0          | 0          | -                              | 0                              | 0                              | 0                              | 1     | 0     | 0     |
| 1998-1999             | AS Beauvais Oise      | Division 2            | 33          | 0           | 0           | 1               | 0               | 0               | -                 | -                 | -                 | -          | -          | -          | -                              | -                              | -                              | -                              | 34    | 0     | 0     |
| 1999-2000             | FC Gueugnon           | Division 2            | 36          | 0           | 0           | 3               | 0               | 0               | 5                 | 0                 | 0                 | -          | -          | -          | -                              | -                              | -                              | -                              | 44    | 0     | 0     |
| 2000-2001             | FC Gueugnon           | Division 2            | 34          | 0           | 0           | -               | -               | -               | 1                 | 0                 | 0                 | -          | -          | -          | C3                             | 2                              | 0                              | 0                              | 37    | 0     | 0     |
| 2001-2002             | FC Gueugnon           | Division 2            | 15          | 1           | 0           | 1               | 0               | 0               | 1                 | 0                 | 0                 | -          | -          | -          | -                              | -                              | -                              | -                              | 17    | 1     | 0     |
| Sous-total            | Sous-total            | Sous-total            | 85          | 1           | 0           | 4               | 0               | 0               | 7                 | 0                 | 0                 | 0          | 0          | 0          | -                              | 2                              | 0                              | 0                              | 98    | 1     | 0     |
| 2001-2002             | FC Lorient            | Division 1            | 14          | 0           | 0           | 4               | 1               | 0               | 4                 | 0                 | 0                 | -          | -          | -          | -                              | -                              | -                              | -                              | 22    | 1     | 0     |
| 2002-2003             | FC Lorient            | Ligue 2               | 18          | 2           | 0           | 3               | 0               | 0               | 1                 | 0                 | 0                 | 1          | 0          | 0          | C3                             | 2                              | 0                              | 0                              | 25    | 2     | 0     |
| Sous-total            | Sous-total            | Sous-total            | 32          | 2           | 0           | 7               | 1               | 0               | 5                 | 0                 | 0                 | 1          | 0          | 0          | -                              | 2                              | 0                              | 0                              | 47    | 3     | 0     |
| 2003-2004             | Clermont Foot         | Ligue 2               | 30          | 1           | 0           | -               | -               | -               | 1                 | 0                 | 0                 | -          | -          | -          | -                              | -                              | -                              | -                              | 31    | 1     | 0     |
| 2004-2005             | Amiens SC             | Ligue 2               | 24          | 0           | 0           | 1               | 0               | 0               | -                 | -                 | -                 | -          | -          | -          | -                              | -                              | -                              | -                              | 25    | 0     | 0     |
| 2005-2006             | Calais RUFC           | CFA                   | 1           | 1           | 0           | 4               | 0               | 0               | -                 | -                 | -                 | -          | -          | -          | -                              | -                              | -                              | -                              | 5     | 1     | 0     |
| 2006-2007             | AS Yzeure             | National              | 28          | 1           | 1           | -               | -               | -               | -                 | -                 | -                 | -          | -          | -          | -                              | -                              | -                              | -                              | 28    | 1     | 1     |
| 2007-2008             | AS Yzeure             | CFA                   | -           | -           | -           | -               | -               | -               | -                 | -                 | -                 | -          | -          | -          | -                              | -                              | -                              | -                              | 0     | 0     | 0     |
| Sous-total            | Sous-total            | Sous-total            | 28          | 1           | 1           | 0               | 0               | 0               | 0                 | 0                 | 0                 | 0          | 0          | 0          | -                              | 0                              | 0                              | 0                              | 28    | 1     | 1     |
| 2008-2009             | US Boulogne           | Ligue 2               | -           | -           | -           | -               | -               | -               | -                 | -                 | -                 | -          | -          | -          | -                              | -                              | -                              | -                              | 0     | 0     | 0     |
| 2011-2012             | FC Gueugnon           | DH                    | -           | -           | -           | -               | -               | -               | -                 | -                 | -                 | -          | -          | -          | -                              | -                              | -                              | -                              | 0     | 0     | 0     |
| Total sur la carrière | Total sur la carrière | Total sur la carrière | 233         | 6           | 1           | 18              | 1               | 0               | 13                | 0                 | 0                 | 1          | 0          | 0          | -                              | 4                              | 0                              | 0                              | 269   | 7     | 1     |

## Palmarès
- Vainqueur de la Coupe de la Ligue en 2000 avec Gueugnon
- Finaliste de la Coupe de la Ligue en 2002 avec Lorient
- Vainqueur de la Coupe de France en 2002 avec Lorient (il ne joue pas la finale)